# الخيالة (وشحة)

تعديل مصدري - تعديل

الخيالة هي إحدى قرى عزلة بنى سعد بمديرية وشحة التابعة لمحافظة حجة، بلغ تعداد سكانها 48 نسمة حسب تعداد اليمن لعام 2004.